# Pterolophia fukiena
Pterolophia fukiena là một loài bọ cánh cứng trong họ Cerambycidae.